# 오기하라촌
오기하라촌(荻原村)은 미에현 다키군에 설치되었던 촌이다. 현재의 오다이정에 해당한다.